# Prime Privacy
『Prime Privacy』（プライム・プライバシー）は、森口博子の2枚目のスタジオ・アルバム。1989年11月21日にキングレコードから発売された。

## 解説
テレビアニメ『鎧伝サムライトルーパー』の前期テーマソング「スターダストアイズ」の歌詞・アレンジ違いヴァージョン、後期テーマソング「サムライハート」の英語ヴァージョンが収録されている。

## 批評
| 専門評論家によるレビュー | 専門評論家によるレビュー |
| レビュー・スコア         | レビュー・スコア         |
| 出典                     | 評価                     |
| ------------------------ | ------------------------ |
| CDジャーナル             | 肯定的                   |

CDジャーナルは、「歌のうまさはよくわかる。曲もいいしね。もっと柔らかさを感じさせてくれるようになるとモアベター。」と肯定的に評価している。

## 収録曲
| #         | タイトル               | 作詞      | 作曲      | 編曲         | 時間  |
| --------- | ---------------------- | --------- | --------- | ------------ | ----- |
| 1.        | 「カリビアン ブルー」  | 安藤芳彦  | 和泉一弥  | 根岸貴幸     | 4:54  |
| 2.        | 「Last, Last Dance」   | 安藤芳彦  | 山梨鐐平  | 根岸貴幸     | 4:04  |
| 3.        | 「夢の合鍵」           | 安藤芳彦  | 中島文明  | 加藤みちあき | 4:58  |
| 4.        | 「真夏のアリス」       | 山梨鐐平  | 山梨鐐平  | 根岸貴幸     | 4:31  |
| 5.        | 「微笑みをもう一度」   | 安藤芳彦  | 山梨鐐平  | 根岸貴幸     | 4:26  |
| 6.        | 「夏が好き 冬が好き」  | 安藤芳彦  | 和泉一弥  | 根岸貴幸     | 3:57  |
| 7.        | 「暮れ急ぐ街」         | 安藤芳彦  | 茂村泰彦  | 加藤みちあき | 4:38  |
| 8.        | 「彼女の事情」         | 安藤芳彦  | 山梨鐐平  | 根岸貴幸     | 4:53  |
| 9.        | 「DRESS UP THE NIGHT」 | 安藤芳彦  | 和泉一弥  | 根岸貴幸     | 4:43  |
| 10.       | 「SAMURAI HEART」      | 北代桃子  | 茂村泰彦  | 根岸貴幸     | 4:29  |
| 合計時間: | 合計時間:              | 合計時間: | 合計時間: | 合計時間:    | 45:33 |

## 楽曲解説
1. カリビアン ブルー
  - 1989年に発表されたOVA『エースをねらえ!ファイナル・ステージ』のオープニングテーマに、当曲の歌詞違いヴァージョンである「NEVER SAY GOODBYE」が起用された。「NEVER SAY GOODBYE」は、1992年に発売されたベスト・アルバム『ETERNAL SONGS II』に収録されている[3]。
2. Last, Last Dance
3. 夢の合鍵
  - 先行シングル。
  - 武蔵高等予備校 イメージソング
4. 真夏のアリス
  - OVA『エースをねらえ!ファイナル・ステージ』エンディングテーマ
5. 微笑みをもう一度
6. 夏が好き 冬が好き
7. 暮れ急ぐ街
  - テレビアニメ『鎧伝サムライトルーパー』のオープニングテーマである「スターダストアイズ」（浦西真理子）の歌詞・アレンジ違いヴァージョン。
8. 彼女の事情
9. DRESS UP THE NIGHT
10. SAMURAI HEART
  - テレビアニメ『鎧伝サムライトルーパー』のエンディングテーマである「サムライハート」の英語ヴァージョン。

## 参加ミュージシャン
- Keyboards：根岸貴幸, 加藤みちあき, 島健, 宮城純子
- Guitars：角田順, 加藤薫
- Acoustic Guitars：笛吹利明
- Bass：長岡道夫, 美久月千晴
- Drums：島村英二
- L.Percussions：PECKER
- Synthesizer Operators：根岸貴幸, 伯耆弘徳
- Chorus：EVE, 比山貴咏史, 木戸やすひろ, 広谷順子, 山梨鐐平
- Strings：TOMODA STRINGS